# Семтекс
«Семтекс» (чеш. Semtex) — один из видов пластичной взрывчатки. Действующие взрывчатые вещества — пластифицированный ТЭН и гексоген. Производится в Чехии компанией Explosia.
«Семтекс» был изобретён в конце 1950-х чешским химиком Станиславом Бреберой, назван в честь пригорода Семтин (чеш. Semtín) города Пардубице, где он производился с 1964 года. «Семтекс» нашёл своё применение во время холодной войны, тогда коммунистическое правительство вывезло около тысячи тонн «Семтекса» во Вьетнам и Ливию. «Семтекс» успешно использовался против американских войск во время Вьетнамской войны. Именно в Ливии чешская пластичная взрывчатка попала в руки разных террористических группировок, которые её печально прославили на весь мир. В частности, «Семтекс» был использован при теракте на рейсе 103 Pan Am в 1988 году, когда самолёт, следовавший в Нью-Йорк, взорвался над Локерби в Шотландии.
До 1991 года, когда производитель начал помечать «Семтекс» высоколетучими веществами, его было трудно обнаружить портативными газоанализаторами.
В настоящее время производитель помечает различные партии «Семтекса» микрометками, с целью облегчения отслеживания перемещений взрывчатки и идентификации конечного пользователя.

## Состав
- Semtex A1: тетранитропентаэритрит — 76 %, гексоген — 4,6 %, бутадиен-стирольный каучук — 9,4 %, диоктилфталат — 9 %, N-фенил-2-нафтиламин, краситель «Судан-4» — 1 %.
- Semtex H: тетранитропентаэритрит — 38,9 %, гексоген — 40,1 %, бутадиен-стирольный каучук — 10,2 %, диоктилфталат — 9,1 %, N-фенил-2-нафтиламин — 1 %, краситель «Судан-1» —  0,7 %.

## Аналоги
- США — С-4
- Франция — пластит
- Австрия — кнауерит